# Irène Bognini
Solange Irène Bognini, née le 5 avril 1997 à Treichville, est une joueuse ivoirienne de basket-ball évoluant au poste d'ailier.

## Carrière
Elle est sixième du Championnat d'Afrique féminin de basket-ball des 16 ans et moins en 2013 et septième du Championnat d'Afrique féminin de basket-ball des 18 ans et moins en 2014.
Elle participe à trois éditions du Championnat d'Afrique avec l'équipe de Côte d'Ivoire, terminant cinquième en 2017, huitième en 2019 et onzième en 2023.
Elle évolue en club au CSA Treichville.